# Họ Nuốc
Họ Nuốc (danh pháp khoa học: Trogonidae) là họ chim duy nhất trong bộ Trogoniformes. Họ này có 44 loài được xếp vào 7 chi. Hóa thạch của chúng được ghi nhận cách đây 49 triệu năm đến Eocen giữa. Chúng có thể là một thành viên phân nhánh cùng gốc của bộ Coraciiformes hoặc có quan hệ rất gần với chim chuột (Coliiformes) và cú (Strigiformes).

## Phân loại học
- Bộ Trogoniformes
  - Họ Trogonidae
    - Chi Apaloderma
      - Apaloderma narina
      - Apaloderma aequatoriale
      - Apaloderma vittatum

    - Chi Apalharpactes
      - Apalharpactes reinwardtii
      - Apalharpactes mackloti

    - Chi Harpactes
      - Harpactes fasciatus
      - Harpactes kasumba
      - Harpactes diardii
      - Harpactes ardens
      - Harpactes whiteheadi
      - Harpactes orrhophaeus
      - Harpactes duvaucelii
      - Harpactes erythrocephalus
      - Harpactes oreskios
      - Harpactes wardi

    - Chi Priotelus
      - Priotelus temnurus
      - Priotelus roseigaster

    - Chi Trogon
      - Trogon melanocephalus
      - Trogon citreolus
      - Trogon viridis
      - Trogon chionurus
      - Trogon bairdii
      - Trogon violaceus
        - Amazonian Trogon, Trogon (violaceus) ramonianus

      - Trogon caligatus
      - Trogon mexicanus
      - Trogon comptus
      - Trogon collaris
      - Trogon elegans
      - Trogon aurantiiventris
      - Trogon personatus
      - Trogon rufus
      - Trogon surrucura
        - Brazilian Trogon, Trogon (surrucura) aurantius

      - Trogon curucui
      - Trogon melanurus
      - Trogon mesurus
      - Trogon massena
      - Trogon clathratus

    - Chi Euptilotis
      - Euptilotis neoxenus

    - Chi Pharomachrus
      - Pharomachrus mocinno
      - Pharomachrus antisianus
      - Pharomachrus fulgidus
      - Pharomachrus auriceps
      - Pharomachrus pavoninus